# 逆襲之愛上情敵
『逆袭之爱上情敌』（直訳：逆襲 -恋敵を好きになった-）は、2015年の中華人民共和国のネットドラマ。全8回と番外編1回。柴鶏蛋の小説『逆襲』を原作とする。同性愛を題材としている。日本未公開。

## 概要
元交際相手の女性への復讐を決意した呉所畏（馮建宇）が、その女性の現交際相手（王青）を寝取ろうと奮闘するコメディドラマ。

## 参考
1. ↑  《逆袭》正式上线 四位男主自曝“关系很亲密”
2. ↑  网络剧《逆袭之爱上情敌》曝番外篇 基情与广告并存
3. ↑  网络剧《逆袭之爱上情敌》来袭